# Nicola Fergola
 (août 2023).
Si vous disposez d'ouvrages ou d'articles de référence ou si vous connaissez des sites web de qualité traitant du thème abordé ici, merci de compléter l'article en donnant les références utiles à sa vérifiabilité et en les liant à la section « Notes et références ».
Nicola Fergola, né le 29 octobre 1753 à Naples en Italie et mort dans la même ville le 21 juin 1824, est un  mathématicien italien, fondateur de l'École napolitaine de géométrie.

## Biographie
Professeur de mathématiques transcendantes à l'Université de Naples, et membre de l'Académie royale des sciences de Ia même ville, Nicola Fergola naît en 1733, et meurt en 1824. Il s'occupe spécialement de la géométrie des anciens.

## Œuvres
Voici la liste de ses principaux ouvrages, dont plusieurs ont été analysés dans les journaux scientifiques de l'époque :
- Solutiones novorum quorumdam problematum geometricorum, 1779 ;
- Risoluzione di alcuni difficili problemi ottici, 1780 ;
- Vera misura delle volte a spire, 1783 ;
- Metodo di risolvere i problemi di sito, 1785 ;
- Le sezioni coniche, 1791 ;
- Prelezioni sui Principi matematici del Newton, 1792 et 1793, 2 vol. ;
- l'Arte euristica, 1811 ;
- Corso d'analisi sublime. Ce dernier est resté manuscrit, un extrait en a été publié par Vincenzo Flauti ;
- Diottrica analitica (manuscrit) ;
- Principi d'astronomia (manuscrit).

Les problèmes des contacts, le théorème des côtés et les sections angulaires, le problème inverse des forces centrales, des problèmes sur les courbes, la théorie des lieux géométriques du deuxième ordre, ont été insérés dans le tome 1er des Mémoires de l'Académie royale de Naples.